# Tabanus omnirobustus
Tabanus omnirobustus är en tvåvingeart som beskrevs av Wang 1988. Tabanus omnirobustus ingår i släktet Tabanus och familjen bromsar. Inga underarter finns listade i Catalogue of Life.